# Michail Jewgrafowitsch Saltykow-Schtschedrin

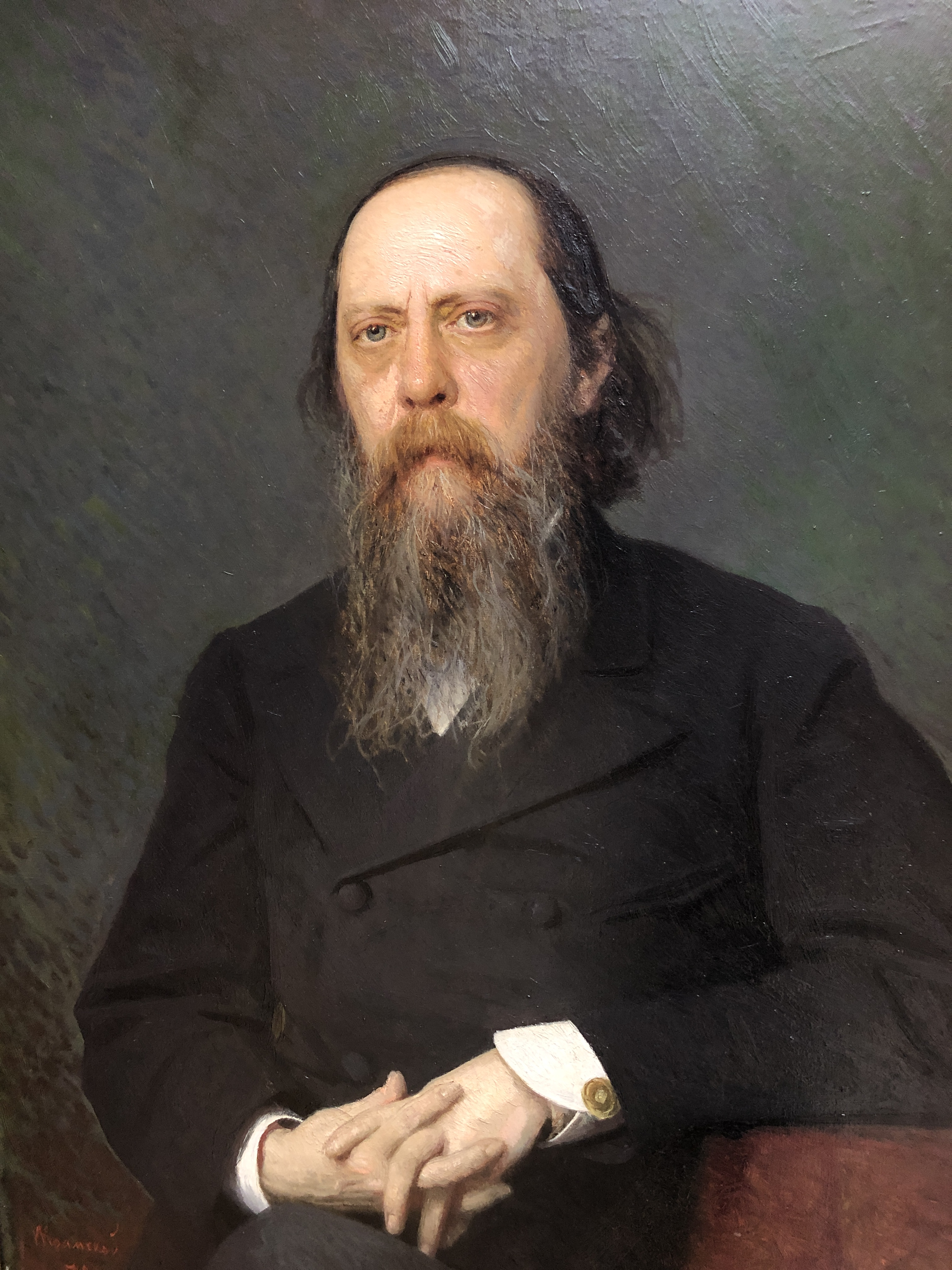
Porträt Saltykow-Schtschedrins von Iwan Kramskoi

Michail Jewgrafowitsch Saltykow-Schtschedrin (russisch Михаил Евграфович Салтыков-Щедрин, wiss. Transliteration Michail Evgrafovič Saltykov-Ščedrin; Betonung: Michaíl Jewgráfowitsch Saltyków-Schtschedrín; * 15.jul. / 27. Januar 1826greg. in Spas-Ugol, Ujesd Kaljasin; † 28. Apriljul. / 10. Mai 1889greg. in Sankt Petersburg), Pseudonym: N. Schtschedrin, war ein russischer Schriftsteller und Satiriker.

## Leben
Saltykow-Schtschedrin entstammte einer adligen Gutsherrenfamilie und wuchs auf dem Landgut seines Vaters im heute zur nördlichen Oblast Moskau gehörenden Ort Spas-Ugol in Mittelrussland auf. Im Alter von zehn Jahren wurde er auf ein vornehmes Gymnasium nach Moskau geschickt und zeigte dort so gute Leistungen, dass er zwei Jahre später auf dem renommierten Lyzeum Zarskoje Selo bei Sankt Petersburg studieren durfte. Dort begeisterte sich Saltykow schon früh für Literatur und schrieb zunächst Gedichte. Zudem machte er in seinen Jugendjahren Bekanntschaft mit dem bekannten Literaturkritiker Wissarion Belinski, was – zusammen mit eigenen Kindheitserfahrungen auf dem Familien-Landgut, wo das Elend und die Unterdrückung der Bauern nicht zu übersehen waren – die späteren revolutionären Ansichten Saltykows und seine Abneigung gegen die im Russischen Reich damals noch bestehende Leibeigenschaft entscheidend prägte.
Nach dem Abschluss des Lyzeums arbeitete Saltykow ab 1844 in der Kanzlei des Kriegsministeriums in Petersburg. Gleichzeitig bemühte er sich, seine frühen Werke zu publizieren, was ihm beispielsweise 1844 und 1845 mit der Veröffentlichung einiger Gedichte in der Literaturzeitung Sowremennik („Zeitgenosse“) gelang. Schon bald rückte er jedoch von der Poesie ab. Er studierte begeistert zeitgenössische Schriften französischer utopischer Sozialisten und schloss sich eine Zeit lang dem Kreis der sogenannten Petraschewzen um Michail Petraschewski an. Ende der 1840er-Jahre veröffentlichte er erstmals kürzere Prosawerke und Aufsätze. Einige davon wurden von der zaristischen Zensur als zu freidenkerisch eingestuft, wofür Saltykow 1848 aus Petersburg nach Wjatka strafversetzt wurde. Dort arbeitete er bei der Gouvernementsverwaltung; in dieser Zeit schrieb er zwar nicht mehr, konnte jedoch eine Vielzahl seiner Eindrücke aus dem provinziellen Leben in späteren Werken verarbeiten.
Nach dem Tod von Zar Nikolaus I. im Jahr 1855 durfte Saltykow wieder nach Petersburg ziehen. Er diente dort im Innenministerium, wo er sich an der Vorbereitung der 1861 vollzogenen Bauernreform (die unter anderem in der Abschaffung der Leibeigenschaft bestand) beteiligte. Als erstes literarisches Werk nach der Verbannung publizierte er unter dem Pseudonym N. Schtschedrin die Skizzen aus dem Gouvernement. Im Laufe der 1860er-Jahre betätigte sich Saltykow im Staatsdienst in mehreren zentralrussischen Gouvernements, darunter als Vizegouverneur in Twer und in Rjasan. Zugleich schrieb er erste satirisch geprägte Werke, in denen er auch die ihm aus eigener Erfahrung als Staatsdiener bekannte Korruption anprangerte. Bis 1868 publizierte er seine Schriften vorwiegend im Sowremennik, danach in der Zeitschrift Otetschestwennye Sapiski („Vaterländische Annalen“), wo er unter anderem eng mit dem gesellschaftskritischen volkstümlichen Dichter Nekrassow, zugleich Chefredakteur der Zeitschrift, zusammenarbeitete.
Ebenfalls 1868 quittierte Saltykow den Staatsdienst und widmete sich ab diesem Zeitpunkt ausschließlich dem Schreiben. Nach dem Tod Nekrassows wurde Saltykow sein Nachfolger in der Funktion des Chefredakteurs der Otetschestwennyje Sapiski. In diesem Zeitraum, also im Wesentlichen in den 1870er- und frühen 1880er-Jahren, schrieb und veröffentlichte er seine bekanntesten literarischen Werke, darunter Die Geschichte einer Stadt und Die Herren Golowljow. 1884 wurde die Zeitschrift von der Zensurbehörde als zu liberal eingestuft und verboten, was Saltykow sehr schwer traf und seiner eigenen Schilderung nach auch seinen gesundheitlichen Zustand beeinträchtigte. Seine späteren Werke publizierte er vorwiegend in der Zeitschrift Westnik Jewropy („Nachrichtenblatt Europas“), darunter seinen letzten Roman Provinz Poschechonien. Er starb 1889 in Sankt Petersburg und wurde seinem Wunsch entsprechend auf dem Wolkowo-Friedhof (Abschnitt „Literatenbrücken“) neben Iwan Turgenew beigesetzt.

## Werk

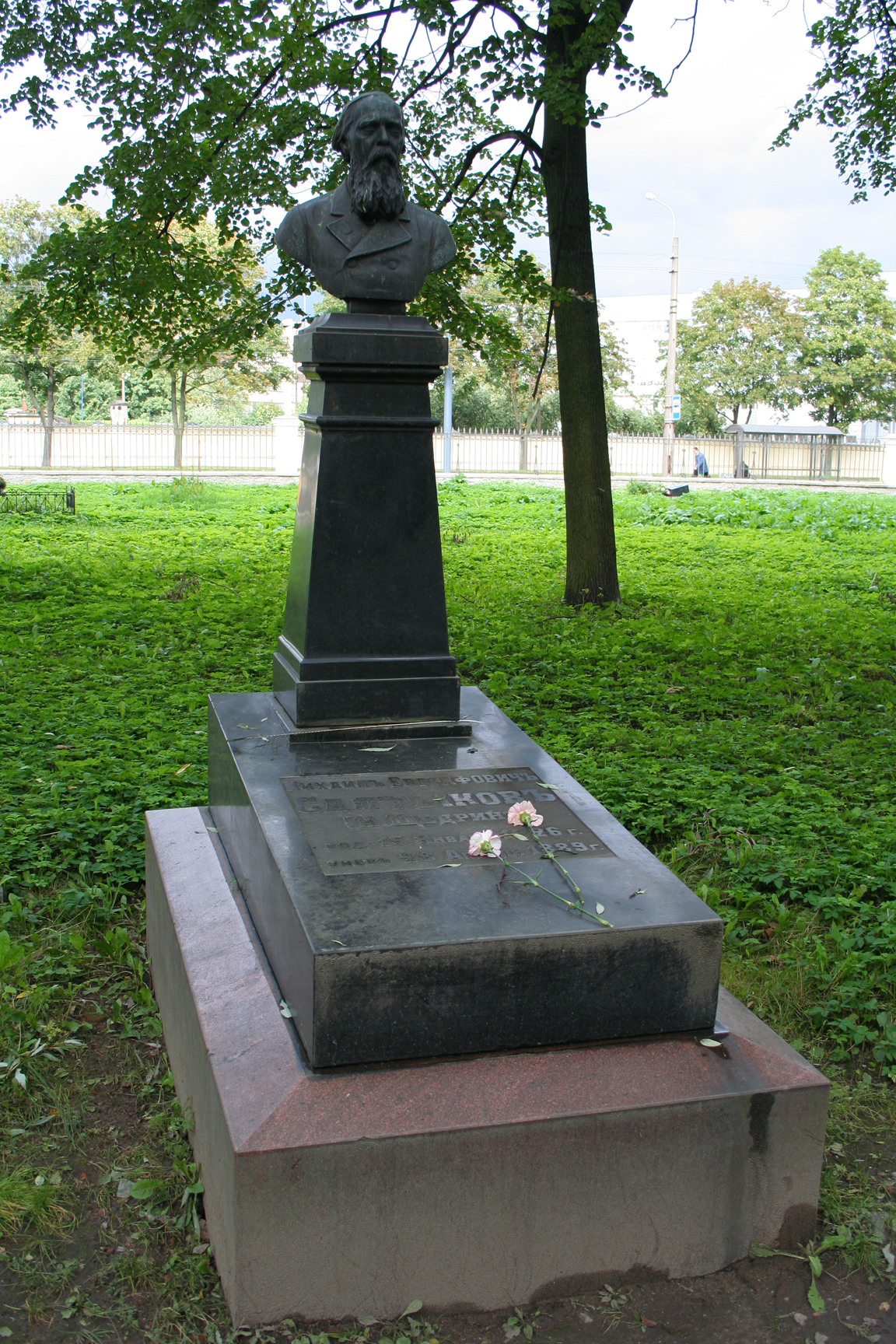
Grab von Saltykow-Schtschedrin

Bereits das erste größere Werk Saltykows, die Skizzen aus dem Gouvernement (russ. Губернские очерки, 1860 deutsch), wurden von zeitgenössischen revolutionären Kritikern Nikolai Tschernyschewski und Nikolai Dobroljubow hoch eingeschätzt. Sie stellen das literarische Ergebnis seiner Verbannungszeit in Wjatka dar, mit dem er der zaristischen Selbstherrlichkeit offen den Kampf ansagte. In den Jahren seiner Arbeit bei Sowremennik und Otetschestwennyje Sapiski schuf Saltykow seine bekanntesten Meisterwerke, die Romane Die Geschichte einer Stadt (История одного города, 1870 deutsch), Die Herren Taschkenter (Господа ташкентцы, 1869/1872 deutsch) und Die Herren Golowljow (Господа Головлёвы, 1875/1880 deutsch), in denen sich seine revolutionär-demokratischen Anschauungen und seine kämpferische Kritik an den gesellschaftlichen Verhältnissen in seiner künstlerischen Verbindung von schonungsloser Satire und publizistisch-politischer Schärfe äußerten.
Eine treffende psychologische Charakteristik der einzelnen sozialen Gruppierungen des zaristischen Russlands gab Saltykow auch in dem Zyklus politisch-satirischer Sittenbilder Pompadour und Pompadourin (Помпадуры и помпадурши, 1863/1874 deutsch), in der Familienchronik Provinz Poschechonien (Пошехонская старина, 1887/1889 deutsch) und in seinen Märchen (auch: Die Tugenden und die Laster; russ. Сатирические сказки, 1882/1886) sowie in vielen anderen satirischen Arbeiten. Die Märchen, die in der deutschen Arbeiterbewegung früh Widerhall fanden, geißeln die parasitäre Bürokratie, die adligen Anhänger der Leibeigenschaft, die verängstigte kleinbürgerliche Intelligenz und die käuflichen Liberalen. In der Erzählung wird die Not der Massen geschildert, gleichzeitig bringt Saltykow seinen Glauben an eine revolutionäre Veränderung und die Humanität zum Ausdruck. Somit gilt Saltykow als einer der konsequentesten kämpferischen Satiriker des russischen kritischen Realismus.
Das bekannteste Drama Saltykows ist die vieraktige Komödie Pasuchins Tod (1857).

## Ehrungen
Nach Saltykow-Schtschedrin wurde unter anderem die Sankt Petersburger Saltykow-Schtschedrin-Bibliothek benannt. Ferner die Saltykowstraße, eine Seitenstraße der Karl-Marx-Straße in Berlin-Neukölln.